# 日本損害保険協会
一般社団法人日本損害保険協会（にほんそんがいほけんきょうかい、英: The General Insurance Association of Japan）は、事故で自動車、建物などの物品が損傷した場合の保険を扱う損害保険会社の業界団体である。

## 概要
損害保険会社の業界団体であり、各保険会社の経営トップが役員に就いている。当団体の前身となる大日本聯合火災保険協会は1917年（大正6年）に設立され、1941年（昭和16年）に海上保険関係の団体と統合し、当団体が設立されたが、金融統制団体令によって同団体は1942年（昭和17年）に一旦解散し、損害保険統制会が設立された。同会は第二次世界大戦の終戦に伴い、1945年（昭和20年）に解散している。
1946年（昭和21年）に戦後の損害保険会社の中心的機構として当団体が再設立され、1948年（昭和23年）に社団法人となった。1949年（昭和24年）から防火ポスター事業を開始したが、同事業は1979年（昭和54年）作成分から女性タレントを起用している。なお、標語は一般公募の中から選ばれたものが採用されるが、以前はデザインも公募していた。
1950年（昭和25年）に国際海上保険連合（IUMI）へ加盟した後、経済協力開発機構（OECD）や世界貿易機関（WTO）など、各国際機関に加盟している。
1955年（昭和30年）に自賠責保険制度を創設し、1966年（昭和41年）から広報活動を開始している。現在は毎年3月に同活動を実施している（イメージキャラクターは後述）。1975年（昭和50年）からテレビCMの放送を開始し、自賠責保険以外の啓発・広報活動も行っている。なお、地震保険の広報活動は阪神・淡路大震災が発生した1995年（平成7年）から開始している。
1971年（昭和46年）に自賠責保険運用益活用事業を開始し、1972年（昭和47年）に日本国際保険学校（ISJ）を開校した。インターネットによる公式ウェブサイトは1997年（平成9年）に開設し、同年に海外保険協会との協力覚書を初めて締結した。1998年（平成10年）に中期事業計画を策定している。
2003年（平成15年）に「盗難防止の日」の活動を、2004年（平成16年）に「ぼうさい探検隊マップコンクール」をそれぞれ開始し、2005年（平成17年）に認定個人情報保護団体の認定を取得した。相談室やホットラインは1966年（昭和41年）から順次設置し、2017年（平成29年）に創立100周年を迎えた。

## 沿革
近代的な保険制度は明治時代の文明開化とともに導入されたが、西欧保険思想を最初に紹介したのは福澤諭吉である。福澤は幕府使節団の通訳等として3回の外遊を経験し、その経験をもとに1867年（慶応3年）に執筆した『西洋旅案内』で「災難請合（イシュアランス）」のことを説明している。詳細は下記のとおり。
なお、「イシュアランス（インシュアランス）」を「請合」と訳しているのは蘭学によるものである。なお、福澤の著書、『西洋旅案内』でも「請合」という言葉を使っている。日本で「保険」という言葉が一般的に使われるようになったのは1877年（明治10年）以降であり、自動車・火災・貨物の各保険が後に登場した。
当項では当団体の沿革を年表形式で解説する。

### 年表
- 1917年（大正6年）5月29日 - 当団体の前身となる、大日本聯合火災保険協会を設立する[100th 2]。
- 1941年（昭和16年）7月 - 日本損害保険協会（初代）を設立する[100th 2]。
- 1942年（昭和17年）10月 - 金融統制団体令により、損害保険統制会を設立する[100th 2]。これに併せて、日本損害保険協会（初代）は解散する[100th 2]。
- 1945年（昭和20年）10月 - 第二次世界大戦の終戦に伴い、損害保険統制会が解散する[100th 2]。
- 1946年（昭和21年）1月18日 - 損害保険事業を再建するため、日本損害保険協会（2代目）を再設立する[100th 2]。
- 1948年（昭和23年）5月 - 社団法人の認可を取得する[100th 2]。
- 1949年（昭和24年） - 同年度より、防災ポスターの作成を開始する[100th 2]。
- 1950年（昭和25年）4月 - 総合防災誌「予防時報」を創刊する[100th 2]。
- 1952年（昭和27年）4月 - サンフランシスコ平和条約が締結され、同年8月に国際通貨基金（IMF）へ加盟する。また、同年度より消防車（軽自動車）の寄贈を開始している[100th 2]。
- 1955年（昭和30年） - 自賠責保険制度を創設する[100th 1]。
- 1957年（昭和32年） - 監査室を設置する[100th 3]。
- 1962年（昭和37年） - 同年より毎年11月を「火災保険の月」（1965年に「損害保険の月」へ改称）とし、火災予防や火災保険の広告活動を展開した[100th 2]。
- 1963年（昭和38年）3月 - 高等学校での損害保険講演会に講師を初めて派遣する[100th 2]。
- 1965年（昭和40年）8月 - 損害保険相談室および損害保険調停委員会を設置する[100th 2]。
- 1966年（昭和41年）5月18日 - 1964年（昭和39年）6月16日に発生した新潟地震を契機に、地震保険に関する法律が公布された[4]。これに併せて、地震保険制度が誕生した[100th 2]。自賠責保険制度の広告活動も開始している[100th 2]。
- 1971年（昭和46年） - 自賠責保険運用益活用事業を開始した[100th 1][100th 2]。これは、交通事故の被害者支援事業などを目的としたものである[100th 2]。
- 1972年（昭和47年）
  - 夏 - 日本国際保険学校（ISJ）を開校する[100th 1][100th 2]。
  - 同年度より「奥さま防災博士」（現・「支部防災博士」）の活動を開始する[100th 4]。
- 1975年（昭和50年） - テレビCMによる広告活動を開始。「交通事故をなくそう」は同年から放送を開始し[広告 1]、約25年にわたって多くのCMが製作・放送された。
- 1976年（昭和51年） - 消費者の理解およびニーズを得るため、消費者行政機関との懇親会を開催する[100th 2]。
- 1985年（昭和60年）7月 - ネットワーク推進準備室（現・IT推進部）を設置する[100th 3]。
- 1986年（昭和61年）10月 - 損害保険ネットワークを稼動する[100th 3]。当時は「自動車保険契約情報交換業務」を扱っていた[100th 1][100th 3]。
- 1987年（昭和62年）4月 - 業務開発室を設置する[100th 3]。
- 1988年（昭和63年）12月 - 損害保険ネットワークに「自動車事故情報交換システム」を追加し、同システムを稼動する[100th 3]。
- 1994年（平成6年）10月 - 自動車保険修理工賃警告事件が発生し、公正取引委員会から警告を受ける[100th 3]。
- 1995年（平成7年）
  - 1月17日 - 阪神・淡路大震災が発生する。これを契機に、地震保険の広報活動を開始する[100th 1]。
  - 11月 - 「損害保険会社の独占禁止法マニュアル」を制定し、会員各社に周知を図る[100th 3]。
- 1996年（平成8年）
  - 5月 - 部分横断の専任委員会として、業務特別委員会を設置する[100th 3]。
  - 12月 - 日本機械保険連盟が機械・組立保険料率のカルテル行為を行い、公正取引委員会から排除勧告を受けた[100th 3]。この件に関与した加盟会社の多くが当団体の会員であったため、当団体は公正取引委員会から指導要請を受けている[100th 3]。
- 1997年（平成9年）
  - 1月 - 当団体と会員会社の双方が独占禁止法を遵守するため、「独禁法コンプライアンス・プログラム」を策定する[100th 3]。
  - 3月 - 独占禁止法事件（詳細は後述）の影響により、監査室を廃止する[100th 3]。
  - 時期不明 - 当団体の公式ウェブサイトを開設する[100th 1]。同年、海外保険協会との間で協力覚書を初めて締結した[100th 1]。
- 1998年（平成10年） - 中期事業計画（同年度から3年間）を策定する[100th 3]。これは、当団体で初めて行った事業計画であった[100th 1][100th 3]。
- 2001年（平成13年） - 損害保険募集人試験・代理店専門試験を開始し、「自動車盗難等の防止に関する官民合同プロジェクトチーム」に参画する[100th 1]。
- 2003年（平成15年） - 「盗難防止の日」の活動を開始する[100th 1]。同年より、全国交通事故多発交差点マップを公開する[100th 1]。
- 2004年（平成16年） - ぼうさい探検隊マップコンクールを開始する[100th 1]。
- 2005年（平成17年） - 認定個人情報保護団体を取得する[100th 1]。
- 2006年（平成18年）9月 - 「消費者の声」諮問会議を設置する[100th 3]。
- 2010年（平成22年）10月1日 - そんぽADRセンターを設置する[100th 3]。同センターは指定紛争解決機関として設置されたものであり、苦情解決の手続きや紛争解決の手続きを行う機関である[100th 3][100th 5]。
- 2011年（平成23年） - 損害保険募集人に一般試験を創設する[100th 1]。東日本大震災は同年3月11日に発生した地震災害（震災）である。
- 2012年（平成24年） 
  - 4月1日 - 当団体が一般社団法人に移行する[100th 3]。自動車保険請求センターを再編し、地区センターとしたうえで、そんぽADRセンターとの統合を行う[100th 5]。
  - 時期不明 - 国際保険協会連盟（GFIA）に加盟する[100th 1]。損害保険大学課程を創設する[100th 1]。「消費者の声」諮問会議を「お客様の声・有識者諮問会議」に改組する[100th 1]。
- 2013年（平成25年） - 保険金不正請求ホットラインを開設する[100th 1]。
- 2014年（平成26年） - 自然災害損保契約紹介制度の運営を開始する[100th 1]。
- 2016年（平成28年）
  - 3月 - 総合防災誌「予防時報」が休刊となる[100th 2]。
  - 8月5日 - 地震保険制度創設50周年記念フォーラムをイイノホールで開催する[5]。
- 2017年（平成29年）
  - 5月14日 - 創立100周年を記念し、神田祭に役員および職員（合計41名）が参加する[6]。同祭では損保会館前に神田祭の曳き物として使う「大鯰と要石」（参考資料：[7]）を展示した[6]。
  - 5月29日 - 創立100周年を迎える[注 1][100th 1]。

## 事業
主な事業内容は下記のとおり。

## 防火ポスター
防火・防災意識の高揚を目的に、1949年度から制作し、1979年度から女性タレントの起用を開始した。標語は一般公募の中から選ばれたものが採用されるが、以前はデザインも公募していた。
| 年度     | タレント   | 標語                                      |
| -------- | ---------- | ----------------------------------------- |
| 1966年度 | -          | 火の始末 人にたのむな まかせるな          |
| 1967年度 | -          | さあねよう アッそのまえに 火の点検        |
| 1968年度 | -          | あなたは火事の恐ろしさを知らない          |
| 1969年度 | -          | 今捨てた タバコの温度が 700度             |
| 1970年度 | -          | 防火三百六十五日                          |
| 1970年度 | -          | あぶない! 消し忘れ、切り忘れ              |
| 1971年度 | -          | いま、燃えようとしている火がある          |
| 1971年度 | -          | 火を使う 人ならできる 火の始末            |
| 1971年度 | -          | 不始末を 真赤な舌で 火が笑う              |
| 1972年度 | -          | なれた火に新たな注意                      |
| 1973年度 | -          | 隣にも 声かけあって よい防火              |
| 1974年度 | -          | 生活の 一部にしよう 火の点検              |
| 1975年度 | -          | 幸せを 明日につなぐ 火の始末              |
| 1976年度 | -          | 火災は人災 防ぐはあなた                   |
| 1977年度 | -          | 使う火を 消すまで離すな 目と心            |
| 1978年度 | -          | それぞれの 持場で生かせ 火の用心          |
| 1979年度 | 志穂美悦子 | これくらいと 思う油断を 火が狙う          |
| 1980年度 | 相本久美子 | あなたです! 火事を出すのも 防ぐのも       |
| 1981年度 | 松田聖子   | 毎日が 防火デーです ぼくの家              |
| 1982年度 | 松本伊代   | 火の用心 心で用心 目で用心                |
| 1983年度 | 堀ちえみ   | 点検は 防火の始まり しめくくり            |
| 1984年度 | 早見優     | “あとで”より “いま”が大切 火の始末        |
| 1985年度 | 岡田有希子 | 怖いのは 「消したつもり」と「消えたはず」 |
| 1986年度 | 中山美穂   | 防火の大役あなたが主役                    |
| 1987年度 | 酒井法子   | 消えたかな! 気になるあの火 もう一度       |
| 1988年度 | 土家里織   | その火 その時 すぐ始末!                   |
| 1989年度 | 松本典子   | おとなりに あげる安心 火の始末            |
| 1990年度 | 坂上香織   | まず消そう 火への鈍感 無関心              |
| 1991年度 | 小田茜     | 毎日が 火の元警報 発令中                  |
| 1992年度 | 南野陽子   | 点検を重ねて築く “火災ゼロ”               |
| 1993年度 | 奥山佳恵   | 防火の輪 つなげて広げて なくす火事        |
| 1994年度 | 葉月里緒菜 | 安心の 暮らしの中心 火の用心              |
| 1995年度 | 宝生舞     | 災害に 備えて日頃の 火の用心              |
| 1996年度 | 榎本加奈子 | 便利さに 慣れて忘れる 火のこわさ          |
| 1997年度 | 松本恵     | つけた火は ちゃんと消すまで あなたの火    |
| 1998年度 | 吉野紗香   | 気をつけて はじめはすべて 小さな火        |
| 1999年度 | 梅宮万紗子 | あぶないよ ひとりぼっちにした その火      |
| 2000年度 | 吹石一恵   | 火をつけた あなたの責任 最後まで          |
| 2001年度 | 柴咲コウ   | たしかめて。 火を消してから 次のこと      |
| 2002年度 | 上戸彩     | 消す心 置いてください 火のそばに          |
| 2003年度 | 上野樹里   | その油断 火から炎へ 災いへ                |
| 2004年度 | 長澤まさみ | 火は消した? いつも心に きいてみて         |
| 2005年度 | 夏帆       | あなたです 火のあるくらしの 見はり役      |
| 2006年度 | 岩田さゆり | 消さないで あなたの心の 注意の火。        |
| 2007年度 | 戸田恵梨香 | 火は見てる あなたが離れる その時を        |
| 2008年度 | 北乃きい   | 火のしまつ 君がしなくて 誰がする          |
| 2009年度 | 高山侑子   | 消えるまで ゆっくり火の元 にらめっ子      |
| 2010年度 | 忽那汐里   | 「消したかな」 あなたを守る 合言葉        |
| 2011年度 | 橋本愛     | 消したはず 決めつけないで もう一度        |
| 2012年度 | 三吉彩花   | 消すまでは 出ない行かない 離れない        |
| 2013年度 | 刈谷友衣子 | 消すまでは 心の警報 ONのまま              |
| 2014年度 | 優希美青   | もういいかい 火を消すまでは まあだだよ    |
| 2015年度 | 松岡茉優   | 無防備な 心に火災が かくれんぼ            |
| 2016年度 | 平祐奈     | 消しましょう その火その時 その場所で      |
| 2017年度 | 清原果耶   | 火の用心 ことばを形に 習慣に              |
| 2018年度 | 小嶋真子   | 忘れてない? サイフにスマホに 火の確認     |
| 2019年度 | 秋元真夏   | ひとつずつ いいね!で確認 火の用心         |
| 2020年度 | 白石聖     | その火事を 防ぐあなたに 金メダル          |
| 2021年度 | 福本莉子   | おうち時間 家族で点検 火の始末            |
| 2022年度 | 天翔愛     | お出かけは マスク戸締り 火の用心          |
| 2023年度 | 野口絵子   | 火を消して 不安を消して つなぐ未来        |
| 2024年度 | 山﨑玲奈   | 守りたい 未来があるから 火の用心          |
| 2025年度 | 田畑志真   | 急ぐ日も 足止め火を止め 準備よし          |

### 備考
1985年度 - 2016年度は統計資料があるため、当項ではそれに基付いた補足を行う。
標語の応募総数
最多は1999年度で、応募総数は64,687点である。最少は2005年度で、応募総数は16,554点である。2008年度から2011年度の応募総数は5万点を超えたが、2012年度に半減した後は微増傾向が続いた。しかし、2016年度の応募総数は2万点を割り込んだ。
ポスター作成部数
1985年度から2000年度まで毎年62万部を作成したが、2001年度以降は減少傾向となった。2016年度は前年度比で50%以上のダウンとなり、同年度に作成したポスターの部数は20万部に留まった。

## 自賠責保険広報キャンペーン
毎年3月1日から3月31日までの1か月間、イメージキャラクターを起用して「自賠責保険の大切さ」をアピールするキャンペーンである。イメージキャラクターの一覧は下表を参照。
| 年度     | イメージキャラクター | 出典                        |
| -------- | -------------------- | --------------------------- |
| 2002年度 | 吉岡美穂             | [ 自賠責 1 ]                |
| 2003年度 | 市川由衣             | [ 自賠責 2 ]                |
| 2004年度 | 佐藤江梨子           | [ 自賠責 3 ]                |
| 2005年度 | 小池栄子             | [ 自賠責 4 ]                |
| 2006年度 | 小林麻央             | [ 自賠責 4 ]                |
| 2007年度 | ベッキー             | [ 自賠責 5 ]                |
| 2008年度 | 皆藤愛子             | [ 自賠責 6 ] [ 自賠責 7 ]   |
| 2009年度 | 倉科カナ             | [ 自賠責 8 ] [ 自賠責 9 ]   |
| 2010年度 | 広瀬アリス           | [ 自賠責 10 ] [ 自賠責 11 ] |
| 2011年度 | 剛力彩芽             | [ 自賠責 12 ] [ 自賠責 13 ] |
| 2012年度 | 波瑠                 | [ 自賠責 14 ] [ 自賠責 15 ] |
| 2013年度 | 岡本玲               | [ 自賠責 16 ] [ 自賠責 17 ] |
| 2014年度 | 北乃きい             | [ 要出典 ]                  |
| 2015年度 | 志田未来             | [ 自賠責 18 ]               |
| 2016年度 | ジバイヌくん（柴犬） | [ 自賠責 19 ] [ 自賠責 20 ] |
| 2017年度 | ジバイヌくん（柴犬） | [ 自賠責 21 ] [ 自賠責 22 ] |
| 2018年度 | ガチャピン・ムック   | [ 自賠責 23 ] [ 自賠責 24 ] |
| 2019年度 | 宇垣美里             | [ 自賠責 25 ] [ 自賠責 26 ] |
| 2020年度 | おそ松さん           | [ 自賠責 27 ] [ 自賠責 28 ] |
| 2021年度 | 伊藤沙莉             | [ 自賠責 29 ] [ 自賠責 30 ] |
| 2022年度 | 伊藤沙莉             | [ 自賠責 31 ] [ 自賠責 32 ] |
| 2023年度 | 八木莉可子           | [ 自賠責 33 ] [ 自賠責 34 ] |

## 国際機関
当団体は下記の国際機関に加盟している。
- 保険監督者国際機構（IAIS）
- 経済協力開発機構（OECD）
- 世界貿易機関（WTO）
- 国際会計基準審議会（IASB）
- 国際海上保険連合（IUMI）
- 国際航空保険者連合（IUAI）
- 国際海事機関（IMO）
- 国際保険学会（IIS）

## 加盟会社
2019年（令和元年）7月1日現在、損害保険会社28社が加入している。保険も参照。
- あいおいニッセイ同和損害保険（あいおい損害保険+ニッセイ同和損害保険+アドリック損害保険）
- アイペット損害保険
- アクサ損害保険
- アニコム損害保険
- イーデザイン損害保険
- AIG損害保険（旧社名：富士火災海上保険）
- エイチ・エス損害保険
- SBI損害保険
- au損害保険
- 共栄火災海上保険
- さくら損害保険
- ジェイアイ傷害火災保険
- セコム損害保険（旧社名：東洋火災海上保険）
- セゾン自動車火災保険（そんぽ24と合併、旧社名：オールステート自動車火災保険）
- ソニー損害保険
- 損害保険ジャパン（損害保険ジャパン＋日本興亜損害保険）
- 大同火災海上保険
- 東京海上日動火災保険（東京海上火災保険＋日動火災海上保険）
- トーア再保険（旧社名：東亜火災海上再保険）
- 日新火災海上保険
- 日本地震再保険
- 日立キャピタル損害保険（旧社名：ユナム・ジャパン傷害保険）
- ペット＆ファミリー損害保険
- 三井住友海上火災保険（大正海上火災保険→三井海上火災保険+住友海上火災保険→三井住友海上火災保険+スミセイ損害保険）
- 三井ダイレクト損害保険
- 明治安田損害保険（明治損害保険＋安田ライフ損害保険）
- 楽天損害保険（旧社名：朝日火災海上保険）
- レスキュー損害保険

## 防災広報・啓発活動

### 防災教育
「ぼうさい探検隊」という名称で、子供向けの防災意識の向上や地域コミュニティの強化を目的として実施。子供らがまちを探検し、町における防災や防犯、交通安全に関係のある施設や設備を発見し、マップにまとめるといったプログラムである。毎年度、文部科学省や内閣府をはじめとする各行政組織や民間団体と連携した上でマップコンクールを2004年から開催し、入賞者を表彰している。

### 防災イベント
内閣府政策統括官（防災担当）が主催する防災推進国民大会への参画をはじめとし、自治体や気象庁、大学、学会、マスメディア等と連携した上で防災イベントを各地で開催している。この防災イベントは、一般人を対象とした講演会やパネルディスカッション等によるシンポジウムのほか、主に大学生を対象とした防災リーダー講座や防災・減災の拠点をバスで移動しながら親子で楽しく学んでいくといったツアーなども実施している。

### 奥さま防災博士（現・支部防災博士）
地域防災運動として、各地域の主婦を対象とした防災活動であり、1972年度から「奥さま防災博士」として活動を開始した。この活動は総合防災誌「予防時報」にも掲載されたことがあった。なお、この活動は一般家庭向け防災キャンペーンの一環として実施した防災運動であり、消防庁の協力を得て実施したものであった。
その後、同活動の名称は「支部防災博士」に改称して防災活動を続けている（活動例：）。なお、支部防災博士は「ぼうさい探検隊」などを自らの地域で実践することができる人が選定対象となっている。

### テレビ番組の制作および放送
2018年より日本損害保険協会の一社提供による防災番組またはその特別番組が全国の民放テレビ局（BS放送を含む）で放送されている。同年に多くの視聴者に地震保険をはじめとする経済的な備えの重要性を広報することを目的に日本損害保険協会は2つの防災特番を初めて制作し、2018年12月15日にTOKYO MXで『いつか来る大地震への備え 〜被災者に学ぶ本当に必要な準備〜』を、2019年2月9日にBS日テレで『防災スペシャル！ 大災害とニッポン〜命と暮らしをどう守る〜』をそれぞれ放送したのが最初である。
2020年からBS日テレで『みんなの防災 スイッチON！』（2020年は『地震防災 スイッチON！』として放送）を年に数回、ミニ番組として放送している。

## CM
1975年からテレビCMによる広告活動を開始している。主なCMは下記のとおり。テレビCMはナレーターまたは出演者が交通事故の恐ろしさを伝えるものや、各種損害保険への加入を勧めるものが放送されている。過去には番組スポンサーとしてCMを流したこともあった。詳細は提供番組（過去）を参照。

### CM出演者（自賠責保険を除く）
注記がない出演者はすべて顔出し出演。自賠責保険のCM出演者は先に述べたため、当項では省略する。
地震保険のCM出演者は毎年8月下旬から1年間を出演期間としているため、当項では出演を開始した年を記述する。なお、出演期間を延長した場合は出演期間が途切れる前の年（例：「2021年8月下旬 - 2023年8月中旬に放送したCMに出演したが、2023年8月下旬にCM出演者を交代した場合」→「2021年 - 2022年」と表記）で区切って記載する。
交通事故をなくそう
- 星一郎（1975年、後ろ姿篇） - ナレーション[広告 1]
- 小林清志（1981年 - 1985年、同啓発広告の各CM） - ナレーション

自動車保険
- 城達也（1985年） - ナレーション

自賠責保険
チャイルドシート
- 南果歩（1997年）

火の用心
- 熊倉一雄（1982年、愛犬ポピーくん篇） - 声の出演（ポピーくん）
- 津田英治（1982年、愛犬ポピーくん篇） - ナレーション

地震保険
- 中井美穂（1996年）
- 北野大（1997年）
- 長塚京三（2000年）[広告 3]
- 石塚英彦（2001年 - 2002年）[広告 4]
- 松尾瑠璃（2005年 - 2006年）[広告 5] - 赤防災ずきんちゃん（初代）
- 三好杏依（2007年 - 2009年）[広告 6] - 赤防災ずきんちゃん（2代目）
- 知花くらら（2015年）[広告 7]
- 長谷川博己（2019年）[広告 2]
- 中尾明慶（2020年） - 妻・仲里依紗と夫婦で共演[広告 8][広告 9]。
- 仲里依紗（2020年） - 夫・中尾明慶と夫婦で共演[広告 8][広告 9]。
- かすかべ防衛隊（2021年） - 漫画およびテレビアニメ『クレヨンしんちゃん』に登場する架空の組織。「地震に備える全国〇×クイズ」篇を放送[広告 10]。
- 内田篤人（2021年 - 2022年）[広告 11][広告 12][広告 13][広告 14]
- 黒木華（2023年）[広告 15][広告 16]
- 香取慎吾（2024年）[広告 17][広告 18]

その他
- 八奈見乗児（1991年） - シートベルトをしない女性に助手席から話し掛ける骸骨（CG合成：声の出演）[注 10]。
- 中嶋悟（1994年、「スピードは恐い」篇） - 路面が濡れている所で急ブレーキをしても自動車は急に止まれないことを知らせる啓発広告。同CMの検証映像は交通教育センターで撮影したものである。

## 提供番組（過去）

### テレビ
- FNNニュースレポート23:00
  - 1970年代後半から長年（1978年 - 1985年頃〈期間は推定〉）にわたってスポンサーを務め、「交通事故をなくそう」や「自動車保険」などの啓発広告を放送した。同番組の週末版にあたる『FNNニュースレポート23:30』でも1986年頃にスポンサーを務めたことがあった。
- NNN日曜夕刊
  - 1982年放送時にスポンサーを務めたことがあったが、加入・撤退時期はともに不明。なお、一部地域ではスポンサーを差し替えて放送していた。
- ミュージックステーション
  - 1987年9月頃に放送した回でスポンサーを務めたことがあった[注 11]。同年4月よりタモリが総合司会（2代目）に就任している（前任は関口宏）。
- 七人のHOTめだま
  - フジテレビ系列局で1987年10月から1988年3月まで放送した討論バラエティ番組[注 12]。前述の『FNNニュースレポート23:00』および『FNNニュースレポート23:30』の放送終了（ともに一部のネット局では番組名を差し替えて放送したが[注 13]、両番組とも1987年3月をもって終了した）に伴うスポンサー枠の移動先であり、同番組では60秒枠（30秒×2）のスポンサーとして放送したため、スポンサーの読み上げもあった[注 14]。

### ラジオ
- バンブー・涙子のそんぽのホント
  - 文化放送が2009年4月から2013年3月に放送したラジオ番組（5分枠）であり、当団体の一社提供番組でもあった[18]。なお、当番組はラジオ大阪と東海ラジオなど、一部のラジオ放送局でも遅れネットとして放送していた[18]。

## 不祥事
1994年（平成6年）10月
自動車保険修理工賃警告事件が発生し、公正取引委員会から警告を受ける。自動車保険における修理工賃の単価を会員会社間で協定を結んだ疑いが原因で、この警告を受けた。
1996年（平成8年）12月
日本機械保険連盟が機械・組立保険料率のカルテル行為を行い、公正取引委員会から排除勧告を受けた。この件に関与した加盟会社の多くが当団体の会員であったため、当団体は公正取引委員会から指導要請を受けた。
以上の不祥事を踏まえ、1997年（平成9年）1月に当団体と会員会社の双方が独占禁止法を遵守するため、「独禁法コンプライアンス・プログラム」を策定した。なお、1995年（平成7年）11月には「損害保険会社の独占禁止法マニュアル」を制定している。
これに併せて、1957年（昭和32年）から設置していた監査室を1997年（平成9年）3月付で廃止した。